# Список авіакомпаній Європи
|  | Службовий список статей, створений для координації робіт з розвитку теми. Це попередження не встановлюється на інформаційні списки і глосарії. |

## Україна
- Список авіакомпаній України

## Мікродержави
- Андорра не має аеропортів
- Ліхтенштейн не має аеропортів
- Монако має 2 гелікоптерні лінії: Heli Air Monaco та Monacair
- Сан Марино не має аеропортів
- Ватикан не має аеропортів

## Залежні території
- Азорські острови - Список авіакомпаній Португалії
- Фарерські острови мають тільки 1 авіакомпанію, Atlantic Airways
- Гібралтар не має компаній
- Гернсі має тільки 2 авіакомпанії, Aurigny і Blue Islands
- Гренландія - Список авіакомпаній Гренландії
- острів Мен немає активних авіакомпаній
- Джерсі не має активних авіакомпаній
- Шпіцберген - Список авіакомпаній Шпіцбергену

## Держави з обмеженим визнанням
- Абхазія не має активних авіакомпаній
- Косово - Список авіакомпаній Косова
- Північний Кіпр не має активних авіакомпаній
- Південна Осетія не має активних авіакомпаній
- Придністров'я не має активних авіакомпаній